# 內藤政長
內藤政長（日语：／ Naitō Masanaga，1568年—1634年12月7日）是日本戰國時代至江戶時代前期的武将、大名。上總國佐貫藩、陸奧國磐城平藩藩主。父親是內藤家長。

## 生平
在永祿11年（1568年）出生，家中長男。初陣是天正12年（1584年）的小牧長久手之戰，立下功績。天正17年（1589年），受豐臣秀吉下賜豐臣姓。在文祿慶長之役中駐屯在肥前國名護屋城。
慶長5年（1600年），因為父親家長在關原之戰的前哨戰伏見城之戰中與鳥居元忠、松平家忠等人一同戰死，於是繼承家督。在關原之戰中，於下野國宇都宮防備上杉景勝南下，戰後，因為父親戰死以及自身的功績而受賞，加增1萬石，領有上總國佐貫3萬石。
慶長19年（1614年），因為大久保忠隣失勢，迎娶其孫女的里見忠義（安房國館山藩藩主）被改易，被命令破棄館山城，並與本多忠朝一同被任命統治里見氏被改易後的安房。
同年，大坂冬之陣開始，被任命留守安房。翌年（1615年），在大坂夏之陣中，被任命為江戶城的留守居役。因為這些功績，在戰後的同年，加增1萬石。元和5年（1619年），加增5千石，成為領有4萬5千石的大名。元和6年（1620年），因為筑後國柳川藩的田中忠政在沒有嗣子的情況下死去，田中氏被改易，此時負責收取城池。
元和8年（1622年），加增移封至陸奧國磐城平7萬石。寬永9年（1632年），在肥後國熊本藩的加藤忠廣被改易時，再度負責收取城池，因為加藤氏是大藩，因此很可能會有家臣抵抗，不過最後和平告終。不過在前往肥後途中，因為暈船而暫宿於小倉藩，因為沒有事前通知，令小倉藩藩主細川忠利感到困惑。在江戶聽聞此事的小倉藩前藩主細川忠興向忠利送出「左馬（政長）沒有前往豐臣秀吉的高麗陣（文祿慶長之役），真是太好了」（ ）的書簡。
在寬永11年（1634年）10月17日死去。享年67歲。繼承人是長男忠興。

## 人物
- 為父親家長創建菩提寺善昌寺。另外在治理岩城時，於七濱海岸建立「道山林」的防風林。